# Biella Challenger Outdoor VII 2021
Il Biella Challenger Outdoor VII 2021 è stato un torneo maschile di tennis giocato sulla terra rossa. È stata la 20ª edizione del torneo e ha fatto parte della categoria Challenger 80 nell'ambito dell'ATP Challenger Tour 2021. Si è giocato alla Biella Tennis Academy di Biella, in Italia, dal 31 maggio al 6 giugno 2021. È stata l'ultima delle 7 edizioni del torneo previste per il 2021, la terza all'aperto, dopo che le prime 4 si sono disputate sul cemento indoor del PalaPajetta di Biella.

## Partecipanti

### Teste di serie
| Nazionalità | Giocatore                | Ranking* | Testa di serie |
| ----------- | ------------------------ | -------- | -------------- |
| Perù        | Juan Pablo Varillas      | 130      | 1              |
| Serbia      | Nikola Milojević         | 140      | 2              |
| Germania    | Daniel Altmaier          | 145      | 3              |
| Serbia      | Danilo Petrović          | 165      | 4              |
| Portogallo  | Frederico Ferreira Silva | 168      | 5              |
| Polonia     | Kacper Żuk               | 173      | 6              |
| Slovacchia  | Martin Kližan            | 176      | 7              |
| Italia      | Lorenzo Giustino         | 178      | 8              |

- Ranking al 24 maggio 2021.

### Altri partecipanti
I seguenti giocatori hanno ricevuto una wild card:
- Flavio Cobolli
- Stefano Napolitano
- Luca Nardi

I seguenti giocatori sono entrati nel tabellone principale come special exempt:
- Gastão Elias
- Holger Rune

I seguenti giocatori sono passati dalle qualificazioni:
- Jacopo Berrettini
- Raul Brancaccio
- Hugo Grenier
- Camilo Ugo Carabelli

## Punti e montepremi
| Torneo    | Torneo              | V     | F     | SF    | QF    | 2T  | 1T  | Q | Q2  | Q1  |
| Singolare | Punti               | 80    | 48    | 29    | 15    | 7   | 0   | 4 | 1   | 0   |
| Singolare | Premi in denaro (€) | 6 190 | 3 650 | 2 160 | 1 260 | 730 | 450 | – | 225 | 115 |
| Doppio    | Punti               | 80    | 48    | 29    | 15    | –   | 0   | – | –   | –   |
| Doppio    | Premi in denaro (€) | 2 670 | 1 550 | 930   | 550   | –   | 310 | – | –   | –   |

## Campioni

### Singolare
In finale  Holger Rune ha sconfitto Marco Trungelliti con il punteggio di 6-3, 5-7, 7-6(5).

### Doppio
In finale  Tomás Martín Etcheverry /  Renzo Olivo hanno sconfitto  Luis David Martínez /  David Vega Hernández con il punteggio di 3-6, 6-3, [10-8].